# Волков, Андрей Евгеньевич
Андре́й Евге́ньевич Во́лков (род. 1960, Архангельск, СССР) — российский учёный, альпинист. Доктор технических наук, профессор. Первый ректор Московской школы управления СКОЛКОВО. Президент Федерации Альпинизма России (далее — ФАР). Андрей Волков один из ведущих экспертов в области образовательной политики России. Являясь советником Министра образования и науки Российской Федерации, руководил группой экспертов стран «Большой восьмерки» (G8) по вопросам инициатив России в сфере образования и был участником разработки программы модернизации высшего образования РФ.
Мастер спорта международного класса по альпинизму, рекордсмен России по парашютному спорту, «Снежный барс», президент Федерации альпинизма России (2004—2019).
Среди увлечений: альпинизм, бейс-клаймбинг, парашютный спорт, дайвинг, ски-тур и пр. Дважды IRONMAN.

## Биография
В 1984 году окончил Московский инженерно-физический институт (с 2009 года — Национальный исследовательский ядерный университет «МИФИ»). В 1984—1991 годах работал научным сотрудником НИИ атомных реакторов в Димитровграде. В 1991—2002 годах работал в Тольяттинской академии управления — заведующим кафедрой, деканом факультета «Информационные системы в экономике» и ректором. В течение 12 лет участвовал в создании одного из самых интересных и инновационных образовательных проектов в нашей стране — Тольяттинской академии управления.
С 2002 по 2005 год работал Проректором в Академии народного хозяйства при Правительстве Российской Федерации, где в рамках своей основной деятельности был директором программ подготовки высшего управленческого состава по заказу крупнейших российских компаний, таких как РАО ЕЭС России и Сбербанк, а также Центробанка и Министерства промышленности и энергетики РФ.
С 2005 года — советник министра образования и науки России. В 2006—2013 годах — ректор бизнес-школы «Сколково».
Руководил группой экспертов стран «Большой восьмёрки» по вопросам инициатив России в сфере образования и был участником разработки программ модернизации высшего образования РФ.
В роли ректора участвовал в запуске проекта Московской школы управления «Сколково» с нуля. С 2013 года научный руководитель и профессор бизнес-школы «Сколково», заместитель председателя Совета по повышению конкурентоспособности ведущих университетов Российской Федерации среди ведущих мировых научно-образовательных центров (проект 5-100).
Доктор технических наук (2002). Награждён орденом Дружбы народов, медалью ордена «За заслуги перед Отечеством» I степени (2006), медалью «За укрепление боевого содружества» (2008).

## Альпинизм
С 2004 года Андрей Волков — президент Федерации альпинизма России, мастер спорта международного класса. 36 лет в альпинизме, совершил более 180 восхождений, из них 3 восхождения на восьмитысячники (Эверест 1992, Нанга-Парбат 1997, Чо-Ойю 2002), участник экспедиции на К2. Восходитель на Чангабенг по северной стене. Лавинный сертификат CAA Level 1. Инструктор альпинизма. Жетон «Спасательный отряд».
В 1998 году участвовал в успешном восхождении по 1700-метровой Северной стене гималайской вершины Чангабанг.
С 2004 по 2019 был Президентом общероссийской общественной организации — Федерации альпинизма России.

## Происшествия
26 июля 2010 года попал в авиакатастрофу на Кавказе. При залёте на Кукуртли-Колбаши с целью дальнейшего прыжка на парашютах вместе с Александром Абрамовым, Валерием Розовым, Сергеем Лариным, Алексеем Овчинниковым и Сергеем Фурсовым разбился на вертолёте на высоте около 5000 метров.